# 嵌字文
嵌字文是一種文學手法，起源不可考。其最大特點，是將「可別成短句的文字嵌於詩中的某部分」。嵌字文章可以是韻文或非韻文，若為韻文則稱為嵌字詩。嵌字詩之短句並不限於嵌於詩首、詩中或詩尾﹔而嵌於詩首者，向來被稱為藏頭詩。

## 釋例

### 嵌字文
嵌字是一種文學手法，透過將文字進行排列組合，使可以別成短句的文
字嵌入文中的某部份，通常但不限於藏於句首或句尾，若位於句首，則
是藏頭文；若位於句尾，則是藏尾文；若用於詩中，稱為嵌字詩。附帶
一提，有時候隱藏於正文內的嵌字可能才是文章的真正涵義，因此也是
種文字遊戲。有一些嵌字文內可能藏有一句以上的文句，甚至可以另成
文章，形成文中文，撰寫的難度也更高、更費時，需要有一定程度的文
學技巧和詞彙量才能寫出，在判讀上也不容易。本段文字就展示了嵌字
手法，從首字起算，連標點每隔三十字，即成首句：嵌字是一種文學手
法。

### 古代
《水浒传》：
芦花丛中一扁舟，
俊杰俄从此地游，
义士若能知此理，
反躬难逃可无忧。
内嵌盧俊义反四字。

### 近现代

#### 李鹏下台嵌字诗
《李鹏下台嵌字诗》是一首刊登在人民日报海外版1991年3月20日第二版的一首律诗。由于其中嵌入了“李鹏下台平民愤”的字样而得到注意。

#### 飛花輕寒
2004—2005年間，中文網路上流傳著一首聲稱為唐朝大詩人李白所作的嵌字詩《飛花輕寒》，詩中嵌入「日本去死，小泉定亡」的反日暗語。后經證實此詩并非李白作品，應為今人因不滿日本和時任日本首相小泉純一郎所作。

#### 香港反送中
2020年，香港爆发反送中运动。8月《蘋果日報》大股東黎智英与学生领袖之一周庭等人被捕。8月15日《苹果日报》被一位署名「香港儿女」的人士买下的全版广告，刊登一首没有平仄押韵的嵌字诗，嵌「黎智英周庭无惧」：
黎明临前风凛烈
怀智藏勇逆风行
自古英雄风节峻
阿党比周入神愤
助纣横行庭园毁
丛雀渊鱼却无畏
浪急风高皆无惧
极夜必去光时临
另外，2020年2月23日，跑馬地孔聖堂中學一名教職員在私人社交平台轉發一篇表面支持警方、實質暗諷「黑警」的藏頭詩：
黑心唔係咁好
警察都係打份工
死左又幫到件事幾多呀?
全部人齊心抗疫先有用
家人既支持都好緊要
一個確診姐
個個都開心到要開香檳
都唔明依家D人點解會咁
不如諗下點令香港好返啦
能否比少少人性呀
少少野就大驚小怪
發佈後被一名自稱警務人員投訴後即時停職。停職決定並未經校董會審查，被質疑是打壓言論自由、罔顧創校宗旨。